# Torre Vasco da Gama

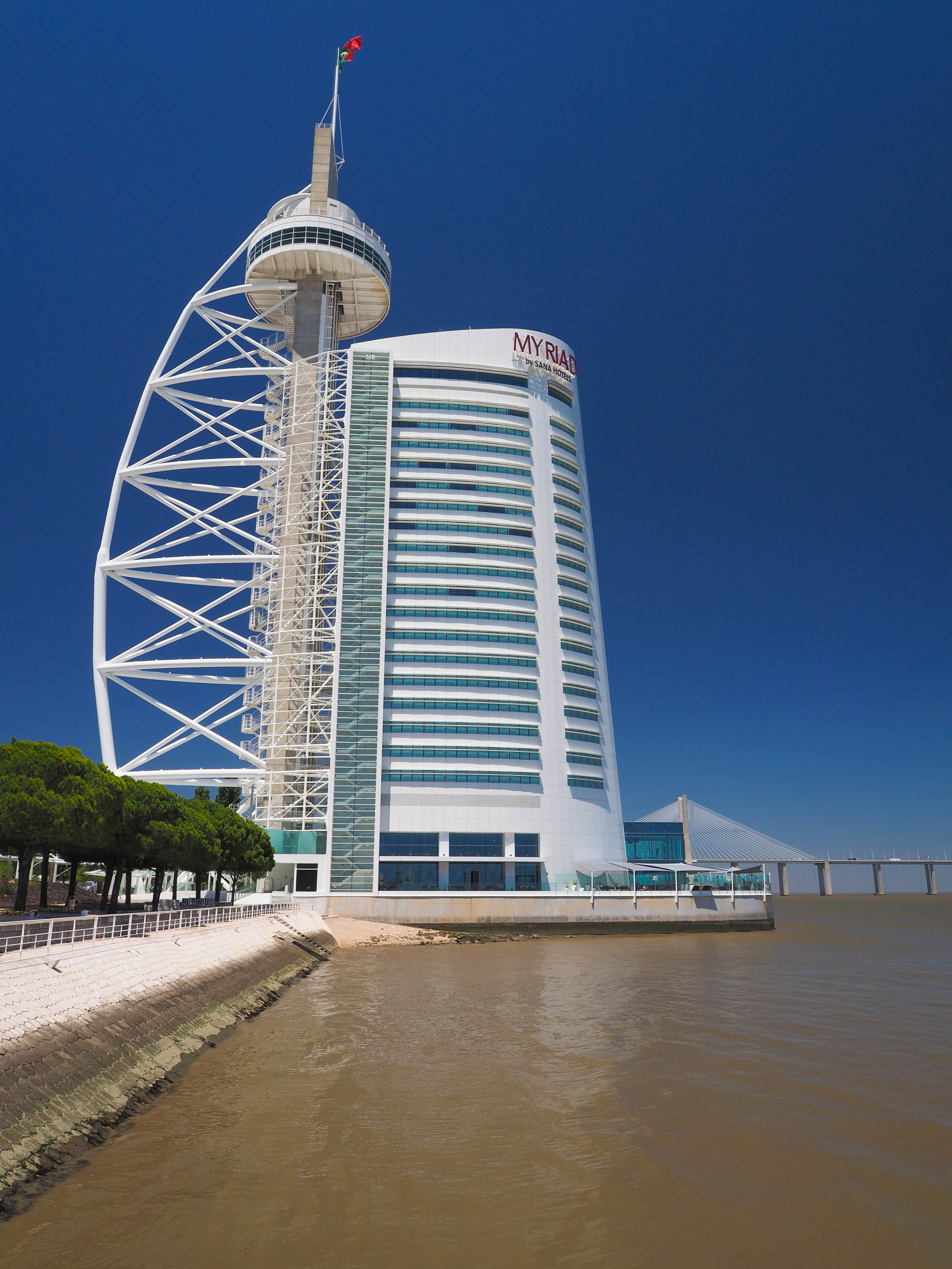
Torre Vasco da Gama (2104)

De Torre Vasco da Gama (nl: Vasco da Gama-toren) is een toren in de wijk in het oosten van Lissabon, die ter gelegenheid van de Expo 98 werd gebouwd. Hij is genoemd naar de Portugese ontdekkingsreiziger Vasco da Gama.
Het gebied ligt aan de Taag en dient vooral als vrijetijdsgebied, zakencentrum en woongebied. Het wordt ook hét nieuwe stadsdeel van Lissabon genoemd (de Portugezen noemen het Oriente of Expo) en het ligt deels in de gemeente Loures.
De toren, 145 m hoog, werd oorspronkelijk gebouwd in de vorm van een karveel en bood de mogelijkheid om via het platform (voorzien van een restaurant) de omgeving te overzien. Aan de basis betrok de Europese Unie een gebouw van drie verdiepingen tijdens de Expo 98. Anno 2013 is de toren verbouwd tot hotel.

## Bekende gebouwen in de buurt
- Het station Gare do Oriente, een van de belangrijkste stations van Lissabon en een futuristisch gebouw
- Het moderne winkelcentrum genoemd naar de ontdekkingsreiziger Vasco da Gama
- Het Oceanarium, een van de grootste aquaria ter wereld
- Het internationale beurzencentrum
- Vele hotels en zakengebouwen